# 超球命体ガンボール
超球命体ガンボールとは、バンダイが販売していた玩具シリーズの名称である。現在は絶版となっている。

## 概要
1994年頃にバンダイから発売された、金属製の球体を核に手足が磁石でくっ付くという玩具で、日用品等をモチーフにした凝った意匠とメタリックな外見が特徴の磁力合体ロボット玩具である。また、球体を合体させない形体や、ガンボール同士のパーツを互換したり、複数のガンボール同士を合体させたりすることもできる。販売価格は各1,600円であった。各商品は、メタルボール×1、頭部パーツ×1、腕パーツ（マグネットつき）×2、脚パーツ（マグネットつき）×2、コネクターパーツ×2、シール×1、取扱説明書で構成されている。
類似の玩具に、 タカラ（現・タカラトミー）から発売されていたロボット玩具の「マグネモ」があるが、これとは本体と部品で磁石の付いている側が逆である。
この玩具の最大の特徴は、核となる金属製の球体である。この球体は偏心球となっており、真球を一度切断して重りを入れて接着し、重心を偏らせたプラスチックの球体にバフ掛けして金属をメッキし、メタリックに仕上げたものである。非常に手間のかかる工程のため、製造コストがかさんでしまい、販売価格が玩具サイズに対して高額になってしまったため、売行きが伸び悩んでしまった。これにより、シリーズとして6種の販売まで予定されていたものの、1種は未発売に終わってしまった。この失敗を元に、より安価にした廉価版とも言える「マグマル」が後年発売されたが、こちらも5種が発売されたのみでシリーズは終了してしまった。
TVCM等のメディア展開も行っており、今野友加里によるテーマソングも作られた。
また、『テレビマガジン』では写真を合成した漫画と商品記事を連載し、オリジナルのキャラクターも存在している。また、未販売に終わったキャスターガンも劇中に登場しており、テストショットが使用されている。

## キャラクター
未知の世界から飛来した“輝く球体”は、物体を引き寄せ、ロボット形態へ変化する超球命体ガンボールだった。商品としては5種類が発売された。初期発売の3種と後期発売の2種との違いは、パーツの組み合わせによる別形態ができることである。
ガンボール01 シャープガン
モチーフは文房具で、メインカラーは赤。シャープペンのクリップ部やコンパスの持ち手部分のような意匠が見られる。また、アンテナ部はクリップを延ばしたような形状をしている。ガンボールたちのリーダーである。
ガンボール02 ロレックガン
モチーフは腕時計で、メインカラーは黄（金）。全身に時計の部品が配置されている。
ガンボール03 ハンマガン
モチーフは工具で、メインカラーは銀。腕や脚、頭と各部品がほぼ釘抜き付の金槌となっている。
ガンボール04 ギガメガン
モチーフは電子部品で、メインカラーは緑。ICチップに似た頭をしている。IQ2000で、ガンボールたちの司令塔。核の球体を必要としない飛行形態になることができる。飛行形態では、上部に他のガンボールを乗せることができる。
ガンボール05 ブラスガン
モチーフは管楽器で、メインカラーは金。背びれのようなピストンの意匠が見られ、ラッパ型の武器を持っている。パーツの組替でドラゴン形態に変化できる。ドラゴン形態に変化すると、秘めたる力が大爆発する。
ガンボール06 キャスターガン
モチーフはバイクでメインカラーは青。各部にバイクのパーツがあり、上半身には車輪が付いていて、バイク形態になることができる。当時配布されたカタログには載ったが、未販売に終わった。テレビマガジンでは、テストショットが漫画に使用されていた。
マスターガンボール ICガン
テレビマガジンのオリジナルキャラクター。
グーメタル
宇宙生物でガンボールの敵。複数存在し、ボスもいる。テレビマガジンのオリジナルキャラクター。

## テーマソング
「ONE〜あなたに向かって〜」
作詞：只野菜摘、作曲：山中紀昌、編曲：矢野立美、歌：今野友加里
リリース：1995年2月5日（アポロン）